# Jan Odrowąż ze Sprowy (zm. 1485)
Jan Odrowąż ze Sprowy herbu Odrowąż (XV w. - 1485 r.) – wojewoda ruski w latach 1479–1485, wojewoda podolski w latach 1477–1479, starosta halicki w 1485 roku, starosta kamieniecki i podolski w latach 1477–1481, podstoli sandomierski w latach 1465–1475, starosta generalny ruski w 1465 roku, starosta samborski w latach 1465-1469, starosta żydaczowski w 1465 roku, starosta stryjski w 1465 roku.
Syn Piotra Odrowąża; żona - Beata z Tęczyńskich. Jeden ze znaczniejszych możnowładców małopolskich - według lustracji z 1469 r. był posiadaczem 40 wsi (głównie na Rusi Czerwonej). Wspominany jest przez Bartosza Paprockiego jak i Kaspra Niesieckiego jako fundator klasztoru OO. Bernardynom w Samborze.
Z powodu licznych nadużyć, skonfliktowany ze szlachtą Rusi Czerwonej, która zawiązała przeciwko niemu konfederację w grudniu 1464 roku. Konfederacja przedłożyła królowi ponad 300 skarg na Jana Odrowąża i jego zmarłego wcześniej brata Andrzeja.
Jan Odrowąż występuje jako podmiot mówiący w łacińskim wierszu O funesta dies nostri miserabilis evi, napisanym po śmierci jego brata Andrzeja.